# Maria Goretti
Maria Goretti (16 tháng 10 năm 1890 – 6 tháng 7 năm 1902) là một vị thánh tử đạo của Giáo hội Công giáo Rôma. Cô là một trong những vị thánh trẻ tuổi nhất của Giáo hội Công giáo.

## Cuộc đời
Maria Goretti sinh 16 tháng 10 năm 1890 tại Corinaldo, Ý., với bố mẹ là Luigi Goretti và Assunta nhũ danh Carlini. Năm 1890, cô và gia đình di chuyển đến Le Ferriere (gần Nettuno), nơi họ sống trong một toà nhà chung với gia đình Serenellis. Bố cô mất khi cô 10 tuổi. Khi cô 11 tuổi, người hàng xóm của cô, Alessandro Serenelli (sinh năm 1882), trở nên ám ảnh tình dục đối với cô, và tiếp cận cô vài lần với đề nghị tình dục. Ngày 5 tháng 7 năm 1902, Alessandro tấn công Maria và đe doạ cô bằng dao; khi cô không khuất phục và phản đối rằng "đó là tội lỗi" và "Thiên Chúa không muốn điều này," Serenelli đâm cô 14 nhát. Vào ngày hôm sau, sau khi bày tỏ sự tha thứ đối với kẻ giết mình, nói rằng cô muốn anh ta cùng lên thiên đàng với cô, Maria Goretti chết vì thương tích.
Alessandro Serenelli bị tuyên phạt tù do tội ác của mình. Anh ta vẫn không ăn năn trong vài năm sau đó. Một đêm, anh ta mơ thấy Maria đưa cho anh ta 14 đoá hoa huệ cho 14 lần cô bị đâm. Sau giấc mơ, anh ta trở nên hối hận sâu sắc. Sau khi ra khỏi tù, anh đến nhà mẹ của Maria, Assunta, và khẩn cầu cho sự tha thứ của bà. Bà đã tha thứ anh ta, và họ cùng dự thánh lễ vào ngày hôm sau, rước Mình Thánh bên cạnh nhau. Alessandro Serenelli trở thành phần tử dòng ba của dòng Capuchin.
Ngày 25 tháng 3 năm 1945, ngày lễ Lá, Giáo hoàng ký sắc lệnh xác định rằng Maria Goretti đã tử đạo vì đức tin. Không yêu cầu một phép lạ nào, ngày 21 tháng 5 cùng năm, cô được tuyên bố nâng lên bậc Chân Phước, với nghi thức diễn ra vào 27 tháng 4 năm 1947.
Hai phép lạ điển hình được chọn trong quá trình tiến hành phong thánh của Maria Goretti là trường hợp một công nhân bị tai nạn lao động ở chân do đá đè khi đang đào đất gây giập bàn chân nặng, anh cầu cứu Maria Goretti nhiều lần và chỉ trong cùng ngày xảy ra tại nạn, ngày 8 tháng 5, 1947, anh ta bớt đau nhức, bàn chân giảm sưng phồng biên dạng và lành hẳn; ngày hôm sau anh ta trở lại làm việc bình thường. Trường hợp thứ hai xảy ra vào 4 ngày trước, ngày 4 tháng 5, một phụ nữ bị viêm mủ màng phổi đã lành hẳn sau lời cầu xin Maria Goretti.
Ngày 24 tháng 6 năm 1950, Giáo hoàng Pius XII tấn phong Thánh Maria Goretti là thánh đồng trinh và tử đạo của Giáo hội Công giáo Rôma. Mẹ của Maria hiện diện trong buổi lễ - bà là người mẹ đầu tiên từ trước đến nay hiện diện trong lễ tấn phong của con. Alessandro Serenelli cũng có mặt.
Ngày lễ kính Thánh Maria Goretti là 6 tháng 7 hằng năm.